# Mainfred de Percy
Mainfred de Percy también Manfred el Danés y Mainfrid (Ribe c. 845-Les Epesses c. 880) fue un caudillo vikingo de origen danés, uno de los barones de Rollo de Normandía y primer referente de la familia de Percy, en el cantón de Perci, Baja Normandía. Posiblemente formó parte del gran ejército pagano luchando contra Alfredo el Grande entre 870 y 871. Posteriormente, tras varias incursiones en el continente, llegó a Neustria aproximadamente al mismo tiempo que Rollo y su contingente fue incluido en la órbita del nuevo ducado. El nombre Manfred de Percy fue adoptado tras el tratado de Saint-Clair-sur-Epte siendo bautizado por el obispo de Rheims en la catedral de Ruán en 912. De facto el nombre de Percy no identificó a ninguna familia en concreto, sino que pertenecía a la casa de Normandía y prácticamente no se menciona en ningún escrito. En 1026 todavía aparecía como heredad del ducado.

## Herencia
Se casó con Agnes de Blois (c. 845-897). Fruto de esa relación nació un hijo, Galfred de Percy [Geoffrey], también uno de los barones de Rollo de Normandía.